# Gyula Károlyi
Gyula Cont Károlyi de Nagykároly (1871 Baktalórántháza - 1947 Budapesta) a fost un politician maghiar conservator care a servit ca prim-ministru din 1931 până în 1932. Părinții săi au fost Contele Tibor Károlyi și contesa Emma Degenfeld-Schomburg. Gyula Károlyi a fost și prim-ministru provizional al contra-revoluției la Szeged timp de câteva luni, din 1919. Ca prim ministru a încercat să continue politica conservativă moderată a lui István Bethlen.

## Biografie

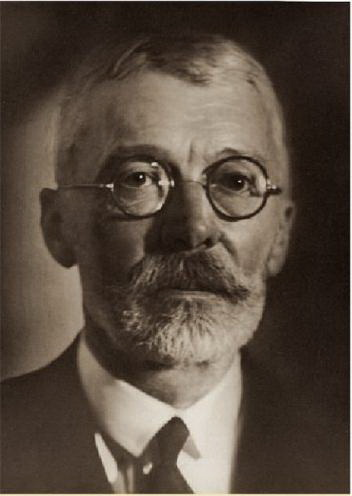
Károlyi în 1931

Károlyi și-a terminat studiile la universități de la Budapesta, Bonn, Berlin, apoi a devenit membru în Camera magnaților.
Între 1906 și 1910 a fost comitele suprem al Comitatului Arad.
La 5 mai 1919 a înființat guvernul „contra-revoluție”, în mai 1919 a trecut la Szeged și aici și-a format un guvern provizoriu. A demisionat la 12 mai 1919. În 1927 a devenit membru al parlamentului, în 1928 șeful gardei de pază a Coroanei, iar din 9 decembrie 1930 până la 1 octombrie 1930 a fost ministru de interne în guvernul lui István Bethlen.
1. 1 2 3 4 5  The Peerage
2. ↑  József Bölöny[*], Hubai László[*] (2004), Magyarország kormányai[*], Budapesta: Akadémiai Kiadó, p. 220-221 Verificați valoarea |titlelink= (ajutor)
3. ↑   https://adt.arcanum.com/hu/view/BudapestiKozlony_1906_04/?query=%22K%C3%A1rolyi%20Gyula%22%20Arad%20f%C5%91isp%C3%A1n&pg=110&layout=s Lipsește sau este vid: |title= (ajutor)
4. ↑   https://adt.arcanum.com/hu/view/BudapestiKozlony_1910_02/?query=%22K%C3%A1rolyi%20Gyula%22%20Arad%20f%C5%91isp%C3%A1n&pg=16&layout=s Lipsește sau este vid: |title= (ajutor)
5. ↑   https://adt.arcanum.com/hu/view/BudapestiKozlony_1910_02/?query=%22K%C3%A1rolyi%20Gyula%22%20Arad%20f%C5%91isp%C3%A1n&pg=16&layout=s https://adt.arcanum.com/hu/view/BudapestiKozlony_1906_04/?query=%22K%C3%A1rolyi%20Gyula%22%20Arad%20f%C5%91isp%C3%A1n&pg=110&layout=s, https://adt.arcanum.com/hu/view/BudapestiKozlony_1910_02/?query=%22K%C3%A1rolyi%20Gyula%22%20Arad%20f%C5%91isp%C3%A1n&pg=16&layout=s Verificați valoarea |url= (ajutor) Lipsește sau este vid: |title= (ajutor)
6. ↑   https://adt.arcanum.com/hu/view/ELTE_Almanach_1890/?query=%22K%C3%A1rolyi%20Gyula%22&pg=88&layout=s Lipsește sau este vid: |title= (ajutor)